# Československá basketbalová liga 1945-1946
La Československá basketbalová liga 1945-1946 è stata la 17ª edizione del massimo campionato cecoslovacco di pallacanestro maschile. La vittoria finale è stata ad appannaggio del Sokol Brno I.

## Risultati

### Stagione regolare
|     | Squadra                 | G  | V  | N  | P | PF  | PS  | Pt. | Qualificazione |
| --- | ----------------------- | -- | -- | -- | - | --- | --- | --- | -------------- |
| 1.  | Sokol Brno I            | 18 | 11 | 6  | 1 | 622 | 507 | 23  |                |
| 2.  | VŠ Bratislava           | 18 | 10 | 6  | 2 | 605 | 596 | 22  |                |
| 3.  | ŠK Bratislava           | 18 | 8  | 8  | 2 | 677 | 653 | 18  |                |
| 4.  | Uncas Praga             | 18 | 9  | 9  | 0 | 610 | 636 | 18  |                |
| 5.  | Slavia Praga            | 18 | 8  | 9  | 1 | 700 | 700 | 17  |                |
| 6.  | Phillips Praga          | 18 | 7  | 8  | 3 | 622 | 625 | 17  |                |
| 7.  | Sokol Kolín             | 18 | 8  | 9  | 1 | 614 | 649 | 17' |                |
| 8.  | Železničiari Bratislava | 18 | 8  | 9  | 1 | 714 | 764 | 17  |                |
| 9.  | Blesk Bratislava        | 18 | 8  | 10 | 0 | 586 | 618 | 16  |                |
| 10. | Viktoria Žižkov         | 18 | 7  | 10 | 1 | 697 | 699 | 15  |                |

| Československá basketbalová liga 1945-1946 |
| ------------------------------------------ |
| Sokol Brno I 1º titolo                     |

## Formazione vincitrice
| N° | Naz.                      | Ruolo | Sportivo            |  | Alt. |  |
| -- | ------------------------- | ----- | ------------------- |  | ---- |  |
|    | Cecoslovacchia (bandiera) |       | Ivan Mrázek         |  | 171  |  |
|    | Cecoslovacchia (bandiera) |       | Jan Kozák           |  |      |  |
|    | Cecoslovacchia (bandiera) |       | Miroslav Dostál     |  |      |  |
|    | Cecoslovacchia (bandiera) |       | Ladislav Šimáček    |  |      |  |
|    | Cecoslovacchia (bandiera) |       | Sonnek              |  |      |  |
|    | Cecoslovacchia (bandiera) |       | Říčný               |  |      |  |
|    | Cecoslovacchia (bandiera) |       | Grossert            |  |      |  |
|    | Cecoslovacchia (bandiera) |       | Kořalník            |  |      |  |
|    | Cecoslovacchia (bandiera) |       | L. Polcar           |  |      |  |
|    | Cecoslovacchia (bandiera) |       | Rovner              |  |      |  |
|    | Cecoslovacchia (bandiera) |       | Baláž               |  |      |  |
|    | Cecoslovacchia (bandiera) |       | Dvořák              |  |      |  |
|    | Cecoslovacchia (bandiera) | All.  | Josef Fleischlinger |  |      |  |

## Fonti
- Ing. Pavel Šimák: Historie československého basketbalu v číslech (1932-1985), Basketbalový svaz ÚV ČSTV, květen 1985, 174 stran
- Ing. Pavel Šimák: Historie československého basketbalu v číslech, II. část (1985-1992), Česká a slovenská basketbalová federace, březen 1993, 130 stran
- Juraj Gacík: Kronika československého a slovenského basketbalu (1919-1993), (1993-2000), vydáno 2000, 1. vyd, slovensky, BADEM, Žilina, 943 stran
- Jakub Bažant, Jiří Závozda: Nebáli se své odvahy, Československý basketbal v příbězích a faktech, 1. díl (1897-1993), 2014, Olympia, 464 stran